# Vechtesee

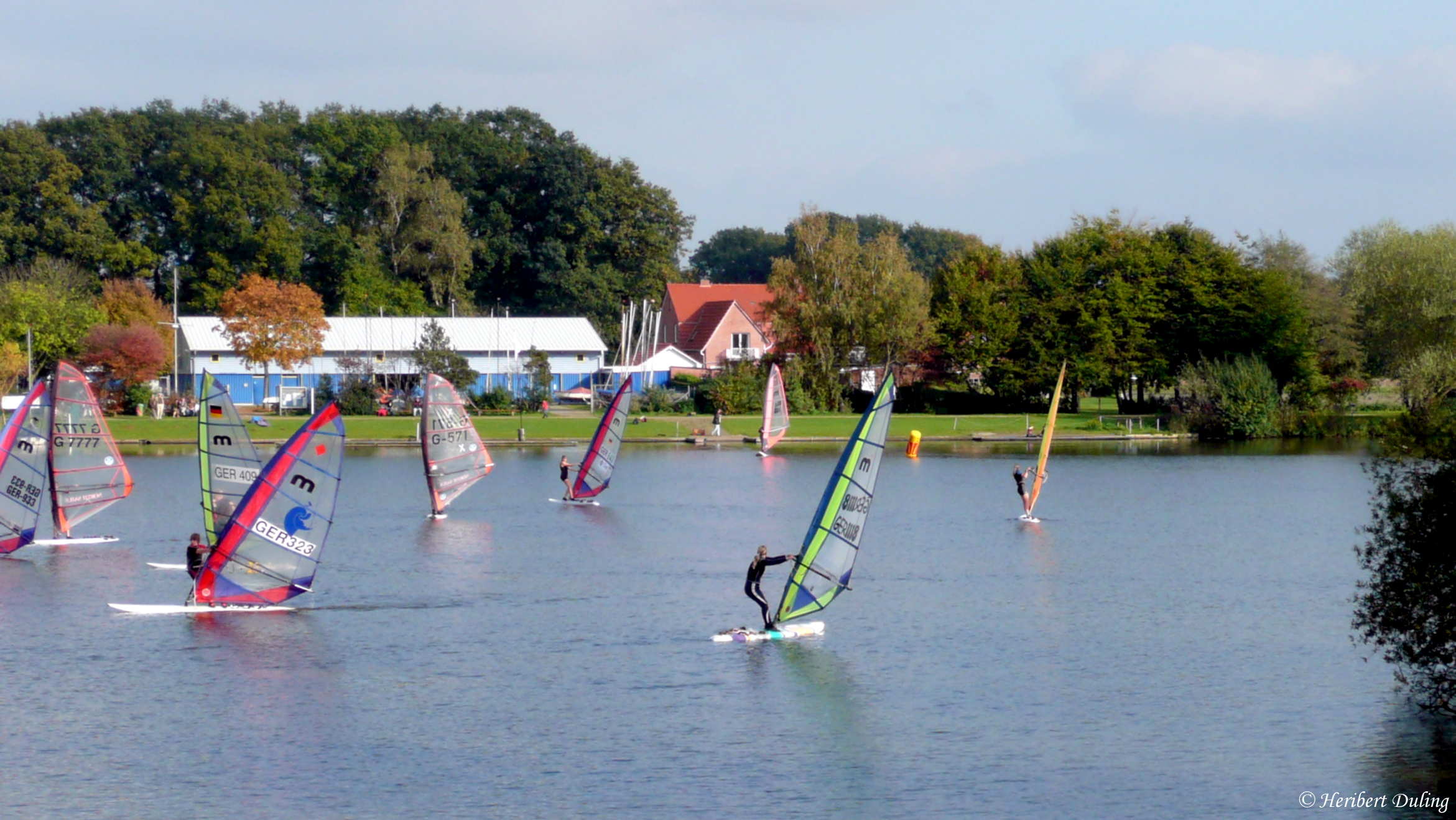
Wassersport auf dem Vechtesee

Der Vechtesee liegt im Innenstadtbereich Nordhorns, der Kreisstadt des Landkreises Grafschaft Bentheim in Niedersachsen. Er ist einer der größten Seen der Grafschaft.

## Entstehung
Überschwemmungen der Vechte kamen in früheren Jahren häufig vor, eine der stärksten war die des Jahres 1946, als weite Teile der Nordhorner Innenstadt unter Wasser standen. Erste Maßnahmen wurden bereits in den 1930er Jahren ergriffen. In den 1960er Jahren erfolgte die umfassende Regulierung der Vechte bis an den Nordhorn-Almelo-Kanal. Der Vechtesee selbst entstand 1974 zum Schutz gegen Hochwasser. Im 16 Hektar großen Vechtesee soll sich Sand ablagern, damit die Vechte immer tief genug ist und genug Wasser abführen kann (Sandfang).

## Tourismus und Naherholung
Im Sommer kann man eine Vielzahl von Angeboten nutzen. Zum Beispiel kann man von Mai bis Oktober im Vechtesee Tretboot fahren oder sich mit den Ausflugsschiffen Vechtestromer oder Vechtesonne die Umgebung zeigen lassen. Außerdem kann man Wassersportarten wie Windsurfen, Segeln und Paddeln betreiben oder einen Spaziergang auf dem rund zwei Kilometer langen Weg um den See machen. Weiterhin befindet sich die kunstwegen-Station Parabolic Triangular Pavilion I des US-amerikanischen Künstlers Dan Graham am östlichen Ufer des Vechtesees.
Neben dem örtlichen Bootsclub befindet sich seit 2009 ein Hotel- und Restaurantkomplex am Vechtesee. Des Weiteren hat die DLRG-Ortsgruppe Nordhorn ihre Rettungswachstation am Vechtesee.

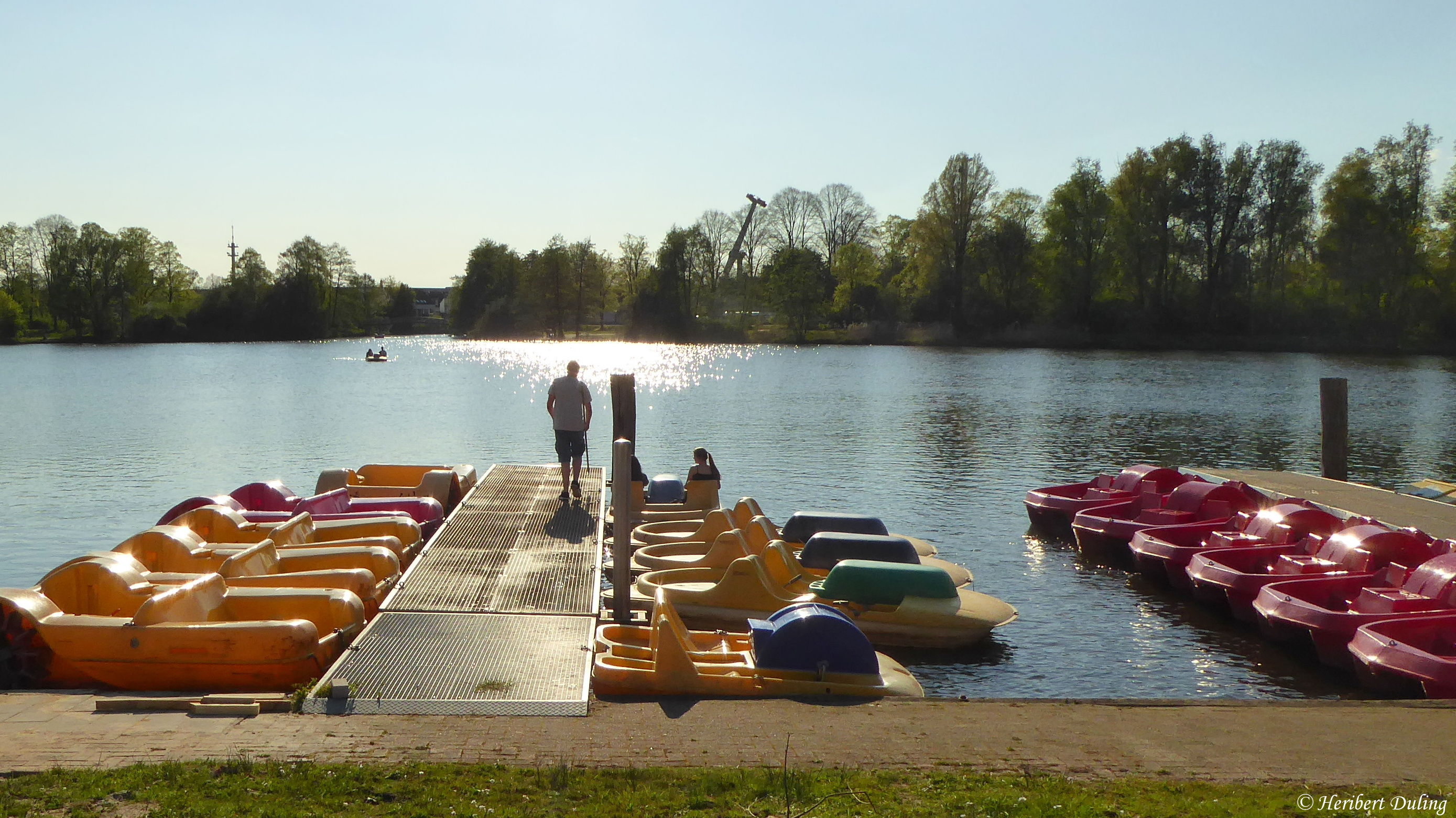
Bootsverleih
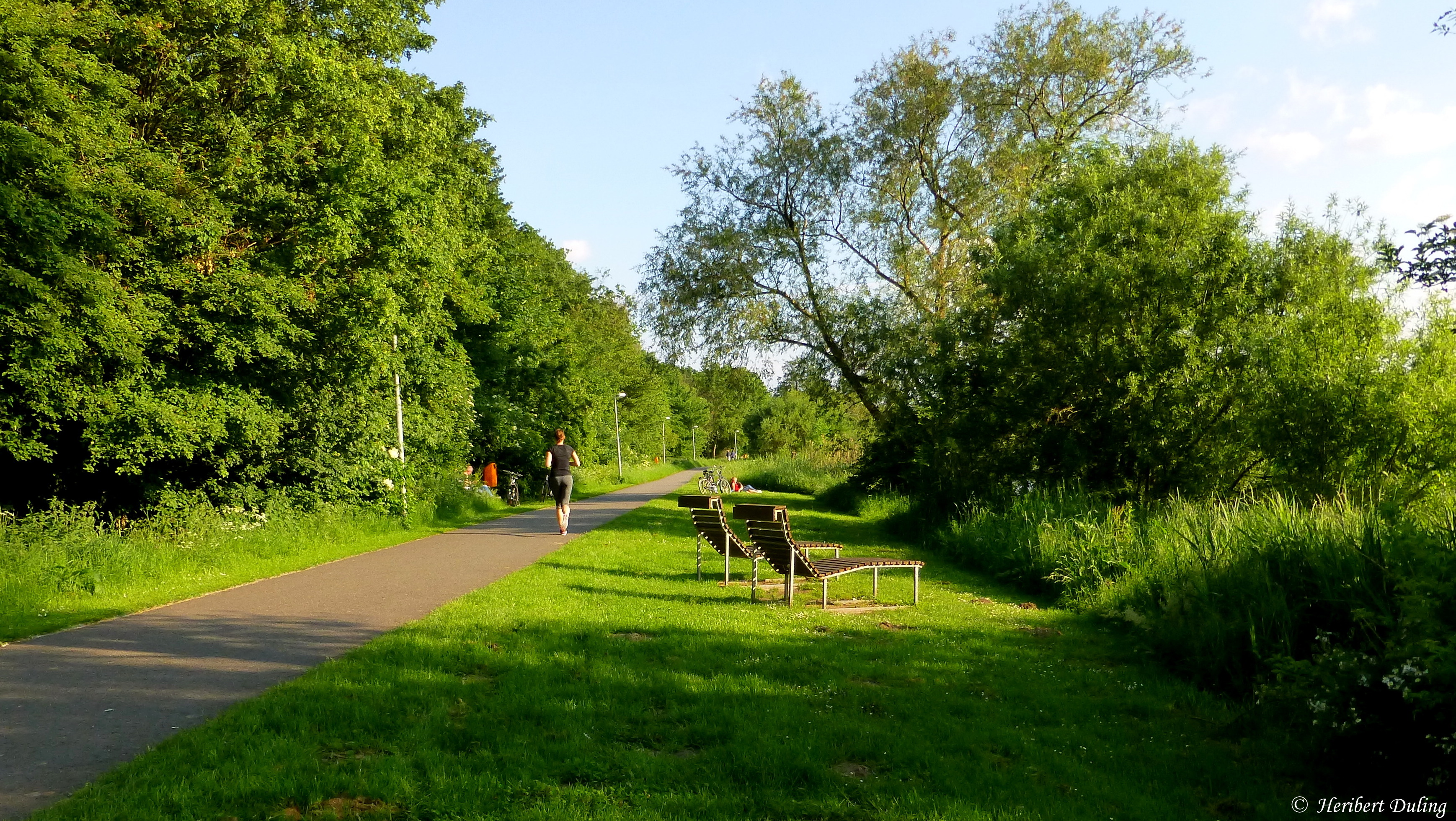
Rundweg am See
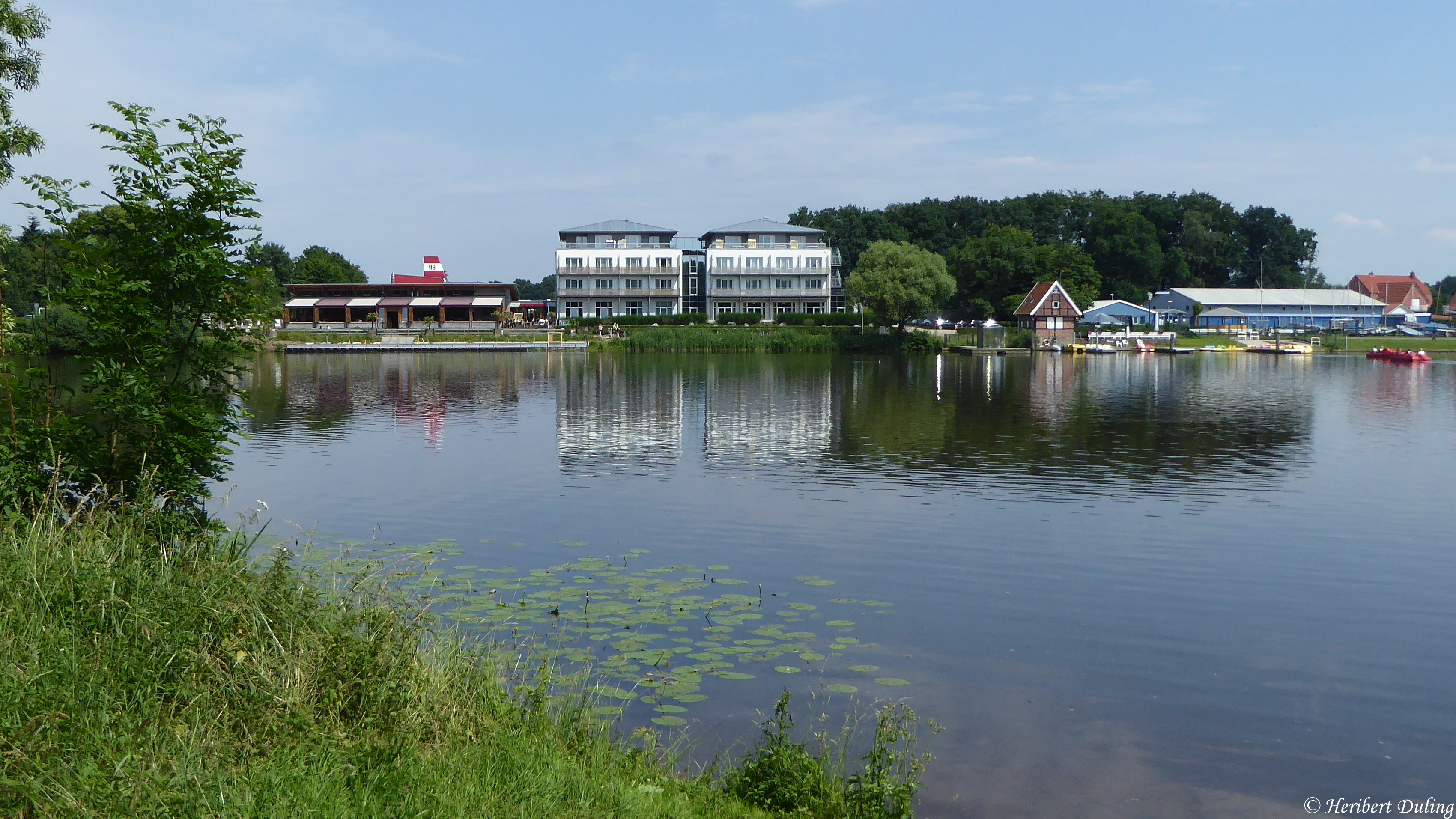
Gastronomie und Hotel am See

## Fauna
Neben den Fischen im See (u. a. Weiß- und Raubfischbestand), sind vor allem im Sommer Blässhühner, Haubentaucher, Reiherenten, Stockenten, Teichhühner, Reiher und Kormorane zu sehen.